# Wilbert Awdry
Wilbert Vere Awdry (n. 15 iunie 1911 - d. 21 martie 1997) a fost un scriitor și cleric englez. Acesta a scris poveștile care au stat la baza serialului "Locomotiva Thomas și prietenii săi".

## Wilbert Awdry în literatură
În 1942, Wilbert, pasionat de universul feroviar, i-a spus fiului său bolnav de rujeolă, Christopher Awdry, povestea care avea să devină primul volum dintr-o lungă serie de cărți pentru copii. La îndemnul familiei, acesta a decis să publice povestea intitulată The Three Railway Engines, însă nu a reușit să facă asta decât după terminarea celui de-al Doilea Război Mondial în anul 1945. Un an mai târziu a publicat al doilea volum, carte în care a apărut personajul Thomas. El a scris primele 26 de volume ale The Railway Series (română Seria Căilor Ferate), volumul cu numărul 26 fiind publicat în 1972. Din 1983, fiul său a continuat să scrie volume, ultimul dintre ele, numărul 42, fiind lansat în 2011.